# Kearton
Kearton – osada w Anglii, w hrabstwie North Yorkshire, w dystrykcie (unitary authority) North Yorkshire. Leży 77 km na północny zachód od miasta York i 344 km na północ od Londynu.